# 鲁道夫泰莱普
鲁道夫泰莱普（匈牙利語：Rudolftelep）是匈牙利包尔绍德-奥包乌伊-曾普伦州所辖的一个村。总面积4.39平方公里，总人口734，人口密度167.2人/平方公里（2011年1月1日）。